# Вступ Мальти до Європейського Союзу
Вступ Мальти до Європейського Союзу (мальт. L-adeżjoni ta' Malta fl-Unjoni Ewropea, англ. Accession of Malta to the European Union) — процес, який дозволив Мальті приєднатися до Європейського Союзу 1 травня 2004 року. Таким чином, Європейський Союз був розширений до 25 держав (Мальта увійшла одночасно з 9 іншими державами).

## Історія

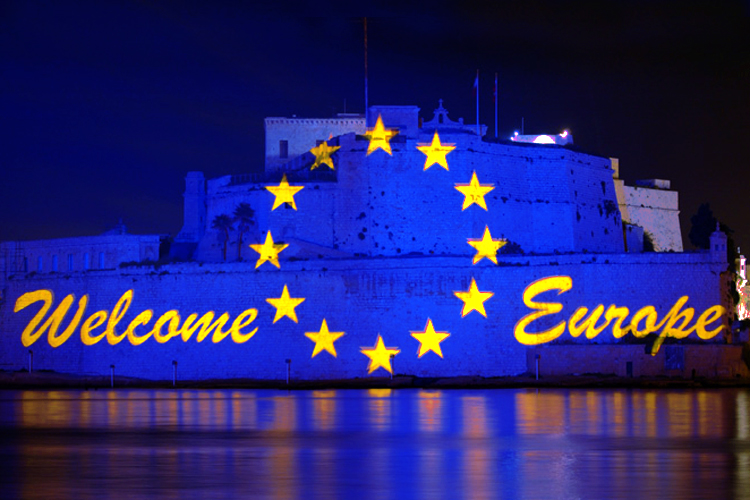
Шоу від 30 квітня 2004 року про вступ Мальти до Європейського Союзу.

### Початкова ситуація
Оскільки 5 грудня 1970 року, підписана угода про асоціацію між Мальтою та Європейським співтовариством. Це набуло чинности з 1 квітня 1971. Угода передбачала створення в два етапи митного союзу. Перший етап (п'ять років) полягав у знятті перешкод у торгівлі, другий (також на п'ять років) полягав у вдосконаленні митного союзу шляхом встановлення єдиного митного тарифу.
Цей останній етап не міг бути реалізований на практиці через прихід до влади лейбористів червня 1971 року. Повернення націоналістів у 1987 році не дозволило відновити процес, останні вважали за краще після цього періоду повне членство в Співтоваристві.

### Подання заявки
16 липня 1990 року, Гвідо де Марко, член Націоналістичної партії тоді при владі, звернувся до Джанні де Мікеліса, тодішнього міністра закордонних справ Італії та президента Ради Європейських Співтовариств, офіційної кандидатури Мальти для ЄЕС.
Від імені Уряду Республіки Мальта я маю честь подати заявку Мальти на вступ до Європейського економічного співтовариства відповідно до положень статті 237 Договору про створення зазначеного Співтовариства.— Гвідо де Марко, офіційна заявка Мальти на членство в Європейському Союзі
У червні 1993 року, Європейська комісія дала позитивний висновок щодо заявки Мальти на членство, однак висловивши застереження щодо прийняття acquis communautaire. Після цих застережень урядова програма грошово-кредитної, фіскальної та митної реформ і, нарешті, у 1995 році Рада вирішила відкрити переговори.

### Перемовини
Рада Європейського Союзу повторно розглянула питання про вступ Мальти 6 березня 1995 року і 10 квітня того ж року вирішила, що переговори можуть початися. Восьма Рада асоціації Європейське Співтовариство-Мальта, 12 червня 1995 року, вирішили налагодити організований діалог між двома сторонами, який розпочався, зокрема, з участі в Каннському саміті прем'єр-міністра і міністра закордонних справ Мальти, а також з організації зустрічей на рівні міністрів. 12 липня 1995 року Європейський парламент ухвалив резолюцію про вступ Мальти до Союзу.

#### Заморожування програми
Саме націоналісти запропонували приєднання Мальти до Союзу і, щоб наблизитися до критеріїв, необхідних для приєднання до Союзу, ввели, серед реформ, ПДВ. Це вплинуло на вартість життя, голоси невдоволених були відкладені, під час парламентських виборів у жовтні 1996 року, про працю.
Першою діяльністю нового прем'єр-міністра Альфреда Санта було заморозити кандидатуру Мальти, використовуючи аргумент, загальний для тих, хто виступав проти вступу до ЄС, що острів, малонаселений і з низькою поверхнею, збирається розбавляти в Європі. Проте лейбористи запропонували проміжне партнерство між повним членством і простою асоціацією. Однак президент Комісії Романо Проді сказав, що «якщо Мальта приєднається, вона стане повноправним членом Європейського Союзу, але не може бути як зовні, так і всередині. Не може бути винятку для мальтійців. Відмова від членства повернуть острів до кола „друзів“».

#### Повторна активація програми
Однак через невелику більшість (один голос) та внутрішні розбіжності всередині неї було призначено дострокові вибори 5 вересня 1998 року. Це повернуло націоналістів до влади на чолі з Едвардом Фенеком Адамі, який негайно відновив процес вступу до ЄС. 8 жовтня 1998 року, Європейський парламент у резолюції попросив Раду та Комісію підтримати швидке приєднання країни.
Відновлення переговорів відбулося на Європейській раді в Гельсінкі в грудні 1999 року після того, як Комісія виявила, що Мальта відповідає Копенгагенським критеріям.

### Референдум
8 березня 2003 року відбувся референдум щодо членства Мальти. Результати, які показали явку 91 %, показали, що «за» перемогло з 53,65 % голосів проти 46 % голосів «проти». Газета Malta Independent повідомила, що «сторона „так“ перемогла на референдумі найбільшою більшістю голосів за всю історію Мальти, чи то на референдумах, чи на загальних виборах».
Однак, згідно з Конституцією Мальти, референдум не має обов'язкової сили і є лише консультативним висновком. Увечері після оголошення результатів Лейбористська партія заявила, що не вважає себе пов'язаною результатами референдуму, оскільки відсоток тих, хто утримався, і кількість виборців за вступ знизили відсоток тих, хто виступає за референдум. «За» проголосували майже 48 %. І навпаки, лейбористи вважали, що тих, хто утримався від голосування, слід зарахувати як голоси проти членства, і тому голос «проти» матиме «мовчазну більшість». Комісар з питань розширення Ґюнтер Фергойґен сказав, що не розуміє такого ставлення.

### Дострокові загальні вибори та ратифікація Договору про приєднання
Лейбористи пообіцяли зняти мальтійську кандидатуру в разі переобрання в січні 2004 року, тоді як договір про приєднання мав бути підписаний в Атенах в квітні 2003 року, вирішив уряд Едварда Фенека Адамі організувати дострокові загальні вибори, щоб уникнути посилення політичного нездужання острова. Була призначена дата виборів 12 квітня 2003 року. Напередодні загальних виборів на Мальті 12 квітня 2003 року, Альфред Сант заявив, що в разі перемоги на виборах він не підпише договір про вступ, а розгляне іншу форму партнерства з Союзом. Однак у день виборів націоналістична партія перемогла 51 % голосів і Лейбористська партія 47 %, з коефіцієнтом участі 96 %.
Договір про приєднання було підписано 16 квітня 2003 року і 14 липня того ж року мальтійський парламент ратифікував Договір про вступ до ЄС 34 голосами проти 25.

### Хронологія
| Дата                | Подія |
| ------------------- | --- |
| 5 грудня 1970       | Підписання угоди про асоціацію між Мальтою та Європейським Співтовариством.                                       |
| 11 квітня 1971 року | Набуття чинності Угоди про асоціацію.                                                                             |
| Червень 1971        | До влади прийшли лейбористи.                                                                                      |
| 1987 рік            | До влади приходять націоналісти.                                                                                  |
| 16 липня 1990       | Офіційне подання націоналістами кандидатури Мальти.                                                               |
| Жовтень 1996        | Переобрання лейбористів і заморожування кандидатури новим прем'єр-міністром Альфредом Сантом.                     |
| 5 вересня 1998      | Організації дострокових виборів, на яких повертаються націоналісти до влади, які перезапускають свою кандидатуру. |
| Грудень 1999        | Європейська рада в Гельсінкі офіційно відновила переговори з Мальтою.                                             |
| 13 грудня 2002      | Завершення переговорів про вступ на саміті в Копенгагені.                                                         |
| 8 березня 2003      | Референдум про членство: 53,65 % за, 46 % ні з коефіцієнтом участі 91 %.                                          |
| 12 квітня 2003      | Дострокові парламентські вибори.                                                                                  |
| 16 квітня 2003      | Підписання договору про приєднання в Атенах.                                                                      |
| 14 липня 2003       | Ратифікація Угоди про приєднання мальтійським парламентом.                                                        |

## Перешкоди

### Сільське господарство
На сільське господарство припадає 2,3 % ВВП і становить 1,8 % активів. Це підтримується існуванням системи митних зборів. Комісія вважає, що є затримка щодо ветеринарних та фітосанітарних стандартів, а також щодо безпечності харчових продуктів. Нарешті, він вважає, що більшість адміністративних послуг, необхідних для впровадження CAP, відсутні.

### Економіка
З 1986 по 1996 рік економіка зросла в середньому на 5 % на рік. Однак вона залишається відзначеною острівністю країни. Тому більшість споживчих товарів імпортується, тому місцеве виробництво існує лише завдяки існуванню митних зборів.

#### ПДВ
ПДВ був проблемним моментом для мальтійського членства. Насправді існування цього податку необхідно для вступу в ЄС.
Запровадження ПДВ у 1996 році призвело до зростання народного невдоволення та поразки націоналістів на загальних виборах.
Однак мальтійський уряд попросив застосувати ПДВ за нульовою ставкою на низку предметів першої необхідності, таких як продукти харчування, фармацевтичні препарати, одяг тощо. Позиція Комісії не погоджувалася. Однак Мальта посилалася на існування ПДВ за нульовою ставкою для Сполученого Королівства та Ірландії.
В якості компенсації мальтійська влада бажала, з одного боку, встановити митні збори, спрямовані на захист сільського господарства, а з іншого — зарезервувати для місцевих рибалок ексклюзивну рибну зону в 25 милях від берега.

### Справа Ґозо
Мальта попросила, щоб Гозо, на північний захід від головного острова, розглядався як окремий регіон, що було відхилено Комісією, оскільки острів, згідно з мальтійським законодавством, не є адміністративно-територіальним утворенням, автономним як сприймається Комісією. Однак острів отримав принизливий статус через розрив між рівнем життя його мешканців і основним островом. Справді, декларація 36, додана до договору про приєднання, визнає «постійні структурні недоліки». Проте острів не отримує статусу крайнього регіону.

### Морська безпека
ЄС, завдяки приєднанню Мальти та Кіпру, мав вийти на перше місце у світі за рівнем торгового судноплавства. Дедвейт флоту під мальтійським прапором становив приблизно 43,5 мільйона тонн, хоча ця цифра не відображає фактичний обсяг діяльності порту.
Проте весь флот під мальтійським прапором також зазнає численних пошкоджень (наприклад, Erika). Марк Боннелло, президент Мальтійського морського управління, заявив у статті в газеті Le Monde, що мальтійський флот постраждав у 2003 році " домашня робота з метою вилучення мальтійського прапора з човнів, які не відповідають стандартам.

### Різні сфери

#### Інвестиції в нерухомість
Через невеликий розмір Мальти та туристичне покликання Мальти було надано відступ, який має можливість заборонити громадянам Союзу, які не проживають на острові, отримувати там вторинне місце проживання.

#### Впровадження
Нарешті, Мальта отримала захист свого ринку праці для працівників ЄС на сім років, проте громадяни Мальти мають можливість вільного пересування після вступу.

## Опитування

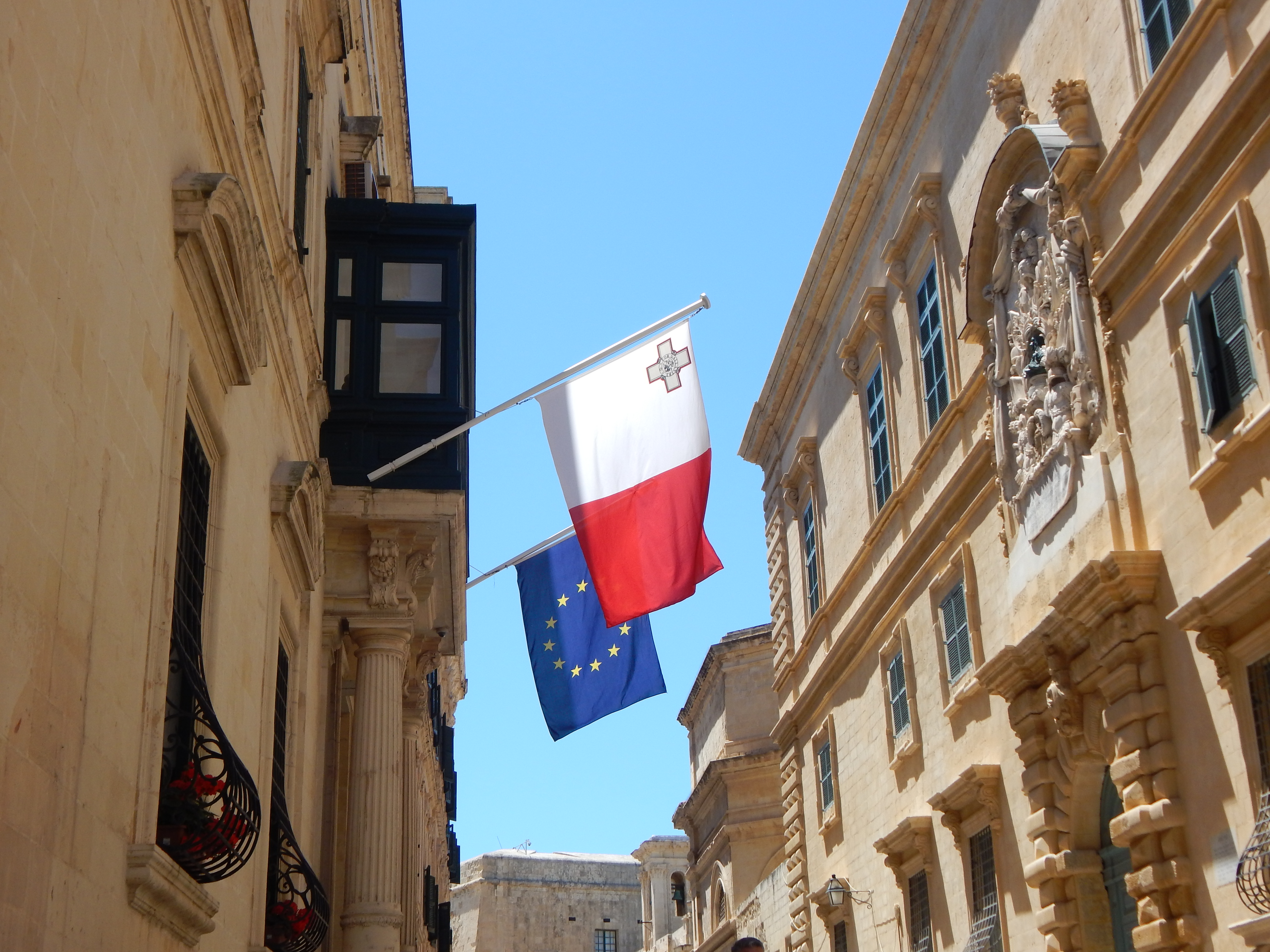
Прапори ЄС та Мальти на одному з фасадів президентського палацу у Валлетті.

### На Мальті
Лейбористська партія проголосувала заjanvier 2001Січень 2001 року згадка про те, що Мальта мала бути Швейцарією Середземного моря. У партії вважають, що можна досягти зближення з Союзом, не вступаючи до нього. Загальний союз робітників (Мальтійська профспілка) виступив проти членства, залишаючись нейтральним протягом тривалого часу. Це рішення ґрунтується на експертному звіті, який оцінив ймовірний вплив членства на сектори.
Що стосується мальтійської громадської думки, то вона знаходиться під впливом англійської преси.